# Colsons
Colsons is een voormalig warenhuis. Het was gevestigd in Exeter, in het zuidoosten van Engeland.

## Geschiedenis
Colsons werd in 1792 opgericht door mevrouw Colson, de weduwe van een lid van de diplomatieke dienst van King George. Colson was hoedenmaakster van beroep, maar haar nieuwe winkel verkocht onder andere ook zijde en thee. In 1829 kwam John Worthy Colson, de zoon van mevrouw Colson, in het bedrijf. In 1829 trad een partner toe tot het bedrijf, waarna het bedrijf zijn naam wijzigde in Colson & Spark, maar de samenwerking duurde niet lang en eindigde in 1832.
In 1870 ging het bedrijf opnieuw een partnerschap aan en werd het Colson and Gates. Dat duurde tot 1889, waarna het bedrijf terugkeerde naar de naam Colson & Co. Eerder in 1887 had George Colson de leiding van het bedrijf overgenomen. Bij de brand in het Theatre Royal, waarbij 186 slachtoffers vielen, stelde hij de volledige voorraar calicot van het bedrijf beschikbaar om te helpen bij het inpakken van de dode lichamen. In 1913 verkocht George het bedrijf aan een plaatselijke magistraat, Sir Edgar Plummer, die de winkel 12 jaar leidde. In 1925 werd de winkel gekocht door Brights, een concurrerend warenhuis in Bournemouth, waarna de naam wijzigde in Colsons of Exeter.
Tijdens de Tweede Wereldoorlog werd de winkel beschadigd door bombardementen, maar delen van de winkel bleven gespraard en bleven in bedrijf. Na de oorlog had het bedrijf plannen gemaakt om de gebouwen te renoveren, maar in 1953 werden nieuwe plannen opgesteld door de architecten FW Beech & E Curnow Cookes om de hele winkel in negen fasen te herbouwen. Hierdoor kon de winkel open blijven tijdens de vernieuwing. Toen de nieuwe winkel klaar was, was deze in omvang toegenomen en nam ook de aangrenzende winkels van Bellmans en Wymans in.
Het bedrijf bleef actief als onderdeel van Brights tot 1960, toen Brights werd gekocht door de rivaliserende warenhuisgroep J J Allen uit Bournemouth. Onder J J Allen werden filialen van Mayron Fashion en Chanelle als afdelingen aan het warenhuis toegevoegd. In 1966 had de winkel een eigen Food Hall.
In 1969 werd J J Allen gekocht door House of Fraser voor £ 5,3 miljoen en toegevoegd aan de Harrods-divisie. Dit was van korte duur want in 1971 kocht House of Fraser de warenhuisgroep E Dingle & Co, waarna alle House of Fraser-winkels in het westen van het land overgingen naar de nieuwe Dingles-divisie en omgedoopt werden tot Dingles-vestigingen.
In november 2019 werd de vestiging van House of Fraser in Exeter gesloten.